# L'ardimento di Edward Robinson
L'ardimento di Edward Robison è un racconto incluso in Il mistero di lord Listerdale e altre storie, una raccolta di racconti di Agatha Christie senza nessuno dei principali personaggi che ricorrono di solito nei suoi romanzi e racconti, pubblicato per la prima volta nel Regno Unito nel 1934.

## Trama
Edward Robison è un uomo annoiato dalla propria vita, seppur in realtà non gli manchi nulla: ha un buon impegno e una donna che lo ama, seppur non con la passionalità che lui desidererebbe. Per svagarsi dalla sue giornate routinarie il giovane legge dei romanzi avventurosi e romantici, consapevole che nessuna di quelle vicende gli accadrà nella vita reale.
Qualcosa però sembra cambiare quando il giovane vince ad un concorso indetto nella sua città. Con la vincita Edward si permette un colpo di testa, comprandosi una lussosa macchina. Mentre scorre a tutta velocità per le strade Edward assapora la libertà, ma è dopo una breve sosta che comincia la sua vera avventura.
Dopo una breve pausa dal suo viaggio, mentre ritorna all'auto, Edward si rende conto che, per errore, qualcuno ha scambiato la propria auto con quella di Edward. In cappotto lasciato nei sedili posteriori il giovane trova una collana di diamanti e un biglietto in cui gli viene chiesto di trovarsi in un dato posto ad un'ora e giorno preciso. Resosi conto che l'appunto è fissato a poche ore, Edward decide di andarci, sperando così di rintracciare la sua auto.
All'appuntamento Edward incontrerà una misteriosa ragazza che lo scambia per la persona a cui era diretto il biglietto. Edward finge di esserlo e accompagna la ragazza ad un galà, in cui lui lei sfoggia la collana. È in quest'occasione che la ragazza gli rivela la provenienza del prezioso gioiello, convinta, tra l'altro, che Edward ne sia a conoscenza.
La giovane rivela ad Edward che il coliè è di proprietà di una ricca principessa, sua amica. Per una scommessa la giovane e altri due amici hanno finto di rubarglielo e di sfoggiarlo in un'occasione mondana per almeno quindici minuti.
Al termine della serata, i tre "complici" si incontrano e Edward viene smascherato. In un attimo, Edward scappa con la collana, pensando di derubare davvero la principessa; la ragazza, però, convince Edward a restituirgliela, facendogli capire che la metterebbe nei guai. Edward ritorna sui suoi passi e restituisce la collana.
La vicenda si conclude con il ritorno di Edward dalla sua ragazza Maud. Il suo atteggiamento verso di lei, però, è molto mutato: il ragazzo è più deciso e appassionato e Maud sembra molto apprezzare questa sua metamorfosi.

## Edizioni
- Agatha Christie, Il mistero di Lord Listerdale e altre storie, traduzione di Grazia Griffini, collana Oscar Mondadori, Mondadori, 1982,  p. 262.